# Petoksamid
Petoksamid – organiczny związek chemiczny z grupy amidów, herbicyd układowy (wchłaniany przez korzenie i młode pędy roślin). Zakłóca podział komórek w roślinach, a tym samym wzrost niepożądanych roślin (różnych traw i chwastów dwuliściennych) i jest przeznaczony do stosowania przed lub krótko po wschodach takich upraw jak kukurydza czy rzepak.
Petoksamid został oficjalnie zarejestrowany przez Komisję Europejską 7 lipca 2006 roku na podstawie wniosku złożonego 16 października 2000 roku. Dyrektywa 91/414/EWG z 2006 roku wyznacza okres ważności petoksamidu do 31 lipca 2016 roku. Jest dostępny również w Polsce.